# 影武者德川家康
《影武者德川家康》（日语：／）是一部由隆慶一郎創作的長篇歷史小說。該書於1989年初載於《静岡新聞》，後出版單行本。《影武者德川家康》描述了一個架空歷史故事。在書中的架空歷史下，江戶幕府第一代幕府將軍德川家康在關原之戰中就被刺殺，後來的德川家康實際上是由影武者（替身）「世良田二郎三郎元信」扮演。該書的劇情即圍繞這一架空歷史中影武者世良田二郎三郎元信的故事展開。
《影武者德川家康》曾被改編為漫畫與電視劇集。

## 拓展閱讀
- 《影武者德川家康》單行本
  - 上卷　1989年6月、ISBN 4-10-361804-3
  - 下卷　1989年6月、ISBN 4-10-361805-1
- 《影武者德川家康》新潮文庫版
  - 上卷　1993年8月、ISBN 4-10-117415-6
  - 中卷　1993年8月、ISBN 4-10-117416-4
  - 下卷　1993年8月、ISBN 4-10-117417-2